# Karyalaksana
Karyalaksana is een bestuurslaag in het regentschap Bandung van de provincie West-Java, Indonesië. Karyalaksana telt 6492 inwoners (volkstelling 2010).